# قاعدة سلاح الجو الملكي بغزة

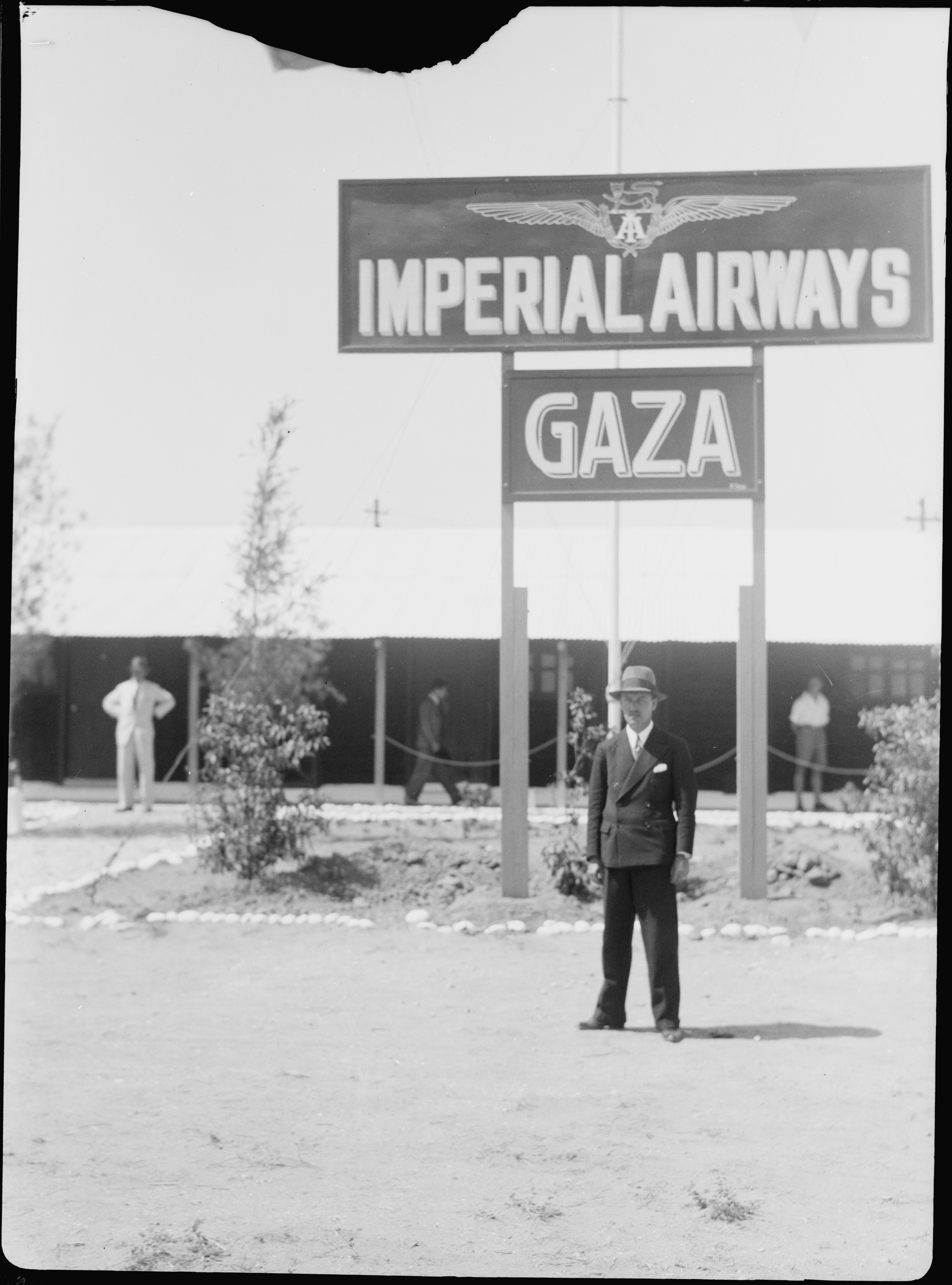
لافتة الخطوط الجوية الملكية، غزة، نحو عام 1935

كانت قاعدة سلاح الجو الملكي بغزة مطارًا تابع لسلاح الجو الملكي على الساحل الجنوبي الغربي لفلسطين الانتدابية، في قطاع غزة الحالي.

## التاريخ
كان المطار من أوائل المطارات التي شُيدت في فلسطين. وقد بنته الإمبراطورية العثمانية في عام 1917 لاستخدامه عسكريا، بمساعدة ألمانية.
كان سلاح الجو الملكي في غزة يستخدم لخدمة الركاب من قبل الخطوط الجوية الإمبراطورية (منذ عام 1927) و الخطوط الجوية الملكية الهولندية (منذ عام 1933) كمحطة في طريقها إلى بغداد ثم إلى كراتشي أو باتافيا، في المقابل.   في الثلاثينيات من القرن الماضي، في ثلاثينيات القرن العشرين، أعلنت مجلة مصورة في لندن أن المسافرين في غزة، الذين وصفوا بأنهم "بوابة الأرض المقدسة"، كانوا يقيمون حيث أزال شمشون بوابات المدينة ذات مرة. 
خلال الحرب العالمية الثانية ، استخدم سلاح الجو الملكي في غزة من قبل عدد من أسراب سلاح الجو الملكي بما في ذلك أسراب 33 و 45 و 127 و 208 و 318 و 451. استندت  مدرسة ضباط الطاقم الجوي رقم 2 في سلاح الجو الملكي البريطاني إلى المطار، كما كان مقر  سلاح الجو الملكي البريطاني للتدريب اليوناني هناك في 1941-1942. استخدم المطار كمستودع ذخيرة في الشرق الأوسط من يوليو إلى سبتمبر 1942. كان سلاح الجو الملكي في غزة في موقع معبر كارني الحالي  بين قطاع غزة وإسرائيل. وعلى الرغم من عدم وجود بقايا من المطار نفسه مرئية اليوم، إلا أن الطريق الخرساني البريطاني الذي يربط المطار بمناطق تخزين الذخيرة (يقع حوالي 6 كيلومتر جنوب المطار، لا يزال مرئيًا وفي حالة جيدة. 